# 帝國之弧
帝國之弧是中國解放軍少将喬良繼超限戰之後歷經十七年鑽研再次提出的新軍事理論，2016年4月出版。中國國防大學教授李莉評「帝國之弧與其是一本軍事著作，不如可以視為一本對21世紀剩下80多年的世界命運預言書，其格局已經遠超過單純傳統軍人的研究課題，而從國家命運和世界命運的角度談一場最深層次的無形戰爭。」

## 概述

### 帝國本質論
喬良的帝國之弧核心理論在於霸權帝國的產生其實是一種物質或制度的發明後產物，當一種物質或制度被發明出來哪一個國家的領導人能率先發現其隱藏的價值與對世界未來的影響，將它導入自己國家中正確的位置發揚光大，就能佔據巨大的領先地位，之後這種領先地位若能使該國在數場戰爭中大勝，自然成為霸權帝國。所以帝國的出現基礎是伴隨該時代有物質或制度的劃時代發明，之後領導人看見並加以利用，也許一時看不出多大優勢，但終於在數代人後開花結果，霸權也將造福數代。歷史留名的領導人其實並不是帝國的創造者只是一個聰明的判斷者，物質或制度的新發明才是帝國的創造主。
例如先有青铜器和冶铁，后有凯撒和秦始皇；先有马镫和火药，后有成吉思汗；先有蒸汽机，后有日不落帝國和全球贸易；先有核武和美元黄金脱钩，后有金融霸权和全球化。
而一種歷史規律是隱隱存在的，就是下一個發明物的優勢將使上一個發明優勢完全黯然失色，連帶葬送上一個帝國，例如精美且工匠責任制量產化的銅鐵武器使秦國和許多帝國橫掃敵軍，但到了騎兵和火藥時代就突然不敵而落敗給下一個善用新發明的新帝國，而當騎兵和火藥遇上了工業機械化部隊的大英帝國又紛紛落敗，之後機械化的日本和德國攻擊數倍兵力的鄰國佔據優勢，但遇到了核武又顯得不堪一擊，最後蘇聯擁有恐怖的巨量核武，但終究不敵美國的金融遊戲而解體，不戰而敗。美國也深知自己的帝國基礎其實就是美元制度的霸權，所以書中分析了幾十年來美國進行的多場戰爭，剖析其幕後怎樣為維護「美元」這項制度發明而服務，避免其折損。

### 當代帝國
那麼下一個震撼時代的發明是什麼?下一個帝國又將以怎樣面貌走上歷史舞台? 喬良認為第一個問題答案已經顯而易見，就是網際網路。但第二個問題的答案卻是沒有，美國日落之後將不再有任何帝國存在，網際網路自己本身將成為一個不像帝國的帝國，直到永遠。所以這時代每一個人都活在這千古未有的巨變之中，能親眼見證甚至親身參與這個歷史永恆性的轉折點。當這次的巨變革命走向終局時，看美國自身的作為而定，其不一定會滅亡，但就像大英帝國或日本、德國、羅馬等至今依然存在卻不再有人認為它是全球性霸權。
要解析霸權的規律，必須先解析「權力」的本質是什麼，其實權力的本質就是信息(包含知識)的壟斷，我知道這項信息而你不知道，你自然屈居下風最後演變成被操控甚至聽命行事，而形成了權力，從人與人到家庭家族，從一國國內到國際，信息的不平等就是權力的本質。例如許多家庭中只有男人知道賺錢謀生的信息或知識，妻子沒有謀生能力只好依附於男性，形成男尊女卑的權力結構，而近代越來越多家庭女性賺錢信息能力平等甚至高過男方，這些家庭中權力倒轉也就顯得常見。二戰時希特勒能輕易動員文明程度高的德國，使全民瘋狂投入屠殺和戰爭，就是希特勒壟斷了所有媒體和信息來源，全民多數人只能依據他的觀點來思考，也只能接受他供應的外國國際信息，希特勒形成巨大的權力基礎。
網際網路的特性就是瘋狂地蔓延提供一種能力，打破信息壟斷的能力。自然會產生的現象是瓦解了大量的權力，最終遲早也必然瓦解這世界上最大權力，美國的霸權。今日因為有網路商業，各地的傳統供應商體系越來越難壟斷信息而獲利，因為買方隨時能利用網路能力向廣地域範圍搜索比價，甚至找到更好的產品根本放棄購買原本想買的東西，更甚者還能以物易物，傳統地域性盤商的「權力」瞬間就被瓦解了。

### 後帝國時代
而美元的壟斷也在於信息的不對等，巨大盤據世界的美元巨獸何時升降息和幅度只有美國政府知道，所以從升降息造成的世界金融波動中預先安排榨取利潤成了美國政府的獨家專利，但越來越多人使用網路去中心化的貨幣讓這體系崩解的苗頭出現，而不提較遠的未來即使在今日，很多人使用刷卡消费这个过程首先就去掉了发行货币方徵铸币税的权力，人们不会给电子货币交税。因为只有货币印刷出来的第一次使用过程中，称作高能货币的过程中才能徵隐型铸币税。未來甚至會有更多人使用企业和商场发行的购物卡內的點數消費，甚至網路遊戲中賺的貨幣都能連結到現實使用，这些货币都不再是政府的信用创造，而完全可能是企业和商场的信用创造，进一步向前发展人们将自己创造自己的购买力，每个人都在创造自己的货币，就像我们今天已经有每个人的个性邮票一样，这些邮票仍然能流通，但是你个人的创造。
且信息的對等使得所有領導人發動傳統大型戰爭的難度大增，這苗頭其實早在越戰後期已經出現，那時甚至還沒有網路只有較普遍的彩色電視和報紙，美國就已經吃了大虧最後輸掉戰爭。今日任何人發動大型戰爭都會先面臨本國民眾的質疑，因為網路會將一個事件的不同觀點傳入，所謂敵國人的面孔也輕易能出現在每個人電腦上彼此交談，是否有大型死傷戰爭發動的必要，會馬上在社會引起大範圍討論，戰場殘酷的畫面也將無障礙直接流通進每個人電腦手機，這些都是二戰和千古以來所有戰爭發動前夕的社會所不具備，同時被攻擊敵軍即使一時落居下風，也能透過網路在全球範圍招募新兵，同時結合網路傳播和恐怖攻擊，對國家後方製造巨大恐慌，網路已永遠改變戰爭本質超過任何有形武器革命，因為它改變了持武器的軍人和繳稅造武器的平民腦中想法及看事情觀點，可以說網路這自行成長的有機體無時無刻都在對世界進行一場超限戰，改變著世界。

### 時代應對
全書的最後一段也是最主要的論述總篇，闡述了中國在此等形勢變局下將採取的策略，如何謀取最大利益與減低最大威脅。最大的劣勢與優勢其實是一體兩面，也就是在網路時代的開局中中國並沒有霸權帝國的地位，所以並不需要經歷這個地位下降崩落的過程，因此趨吉避凶的大原則是以美國為借鏡避免走它的建立霸權思維，因網路時代的未來將不再有帝國；維持帝國的成本也將前所未有的高到驚人，帝國從而變成一項無利可圖的賠本生意。趨吉方面則是在美國下降過程中必須引導它犯下儘可能多的錯誤，讓中國及其友好國最大可能收割各種碎片化掉落的利益，最終當那無帝國的世界來臨時爭取成為大國之林的首位便是最高利益。

## 外部連結
- 北京衛視-帝國之弧 （页面存档备份，存于）